# Centerfield
Centerfield är ett album av John Fogerty utgivet i januari 1984. Med hitlåtar som "The Old Man Down the Road", "Rock and Roll Girls" och titelspåret "Centerfield" är albumet hans mest framgångsrika efter att ha lämnat gruppen Creedence Clearwater Revival.
Låten "Vanz Kant Danz" hette från början "Zanz Kant Danz" när albumet först gavs ut. Saul Zaentz, som ägde Fantasy Records, stämde Fogerty för ärekränkning och i ett försök att komma undan stämningen bytte man alltså namn på låten.

## Låtlista
Samtliga låtar skrivna av John Fogerty.
1. "The Old Man Down the Road" - 3:34
2. "Rock and Roll Girls" - 3:28
3. "Big Train (From Memphis)" - 2:58
4. "I Saw It on T.V." - 4:20
5. "Mr. Greed" - 4:09
6. "Searchlight" - 4:31
7. "Centerfield" - 3:53
8. "I Can't Help Myself" - 3:15
9. "Vanz Kant Danz" - 5:32